# 생방송 모닝 스페셜
생방송 모닝 스페셜은 2000년 10월 30일부터 2001년 8월 17일까지 방송되었던 아침 시사교양정보 프로그램이다.

## 기획 의도
- '생생하게 살아있는 아침을 만들어 드립니다!' 기존의 천편일률적인 정보 위주의 아침방송에서 벗어나 보다 신선하고 활기찬 아침을 전달하는 '전파 메신저' 로서 시청자가 요구하는 다양한 시사정보와 재미있는 세상 이야기를 전하고자 하는 아침 시사교양정보 프로그램이다.

## 방송 시간
| 방송 채널 | 프로그램           | 방송 기간                          | 방송 시간                           | 방송 분량  |
| --------- | ------------------ | ---------------------------------- | ----------------------------------- | ---------- |
| MBC TV    | 생방송 모닝 스페셜 | 2000년 10월 30일 ~ 2001년 1월 19일 | 매주 평일 아침 7시 50분 ~ 9시       | 1시간 10분 |
| MBC TV    | 생방송 모닝 스페셜 | 2001년 1월 22일                    | 월요일 아침 7시 50분 ~ 9시          | 1시간 10분 |
| MBC TV    | 생방송 모닝 스페셜 | 2001년 1월 25일                    | 목요일 아침 8시 ~ 9시               | 1시간      |
| MBC TV    | 생방송 모닝 스페셜 | 2001년 1월 26일                    | 금요일 아침 7시 50분 ~ 9시          | 1시간 10분 |
| MBC TV    | 생방송 모닝 스페셜 | 2001년 1월 29일 ~ 2001년 3월 30일  | 매주 평일 아침 7시 50분 ~ 9시       | 1시간 10분 |
| MBC TV    | 생방송 모닝 스페셜 | 2001년 4월 2일                     | 월요일 아침 7시 50분 ~ 9시          | 1시간 10분 |
| MBC TV    | 생방송 모닝 스페셜 | 2001년 4월 3일                     | 화요일 아침 8시 30분 ~ 9시 30분     | 1시간      |
| MBC TV    | 생방송 모닝 스페셜 | 2001년 4월 4일 ~ 2001년 4월 6일    | 수요일 ~ 금요일 아침 7시 50분 ~ 9시 | 1시간 10분 |
| MBC TV    | 생방송 모닝 스페셜 | 2001년 4월 9일 ~ 2001년 4월 27일   | 매주 평일 아침 7시 50분 ~ 9시       | 1시간 10분 |
| MBC TV    | 생방송 모닝 스페셜 | 2001년 4월 30일                    | 월요일 아침 8시 20분 ~ 9시          | 40분       |
| MBC TV    | 생방송 모닝 스페셜 | 2001년 5월 1일 ~ 2001년 5월 4일    | 화요일 ~ 금요일 아침 7시 50분 ~ 9시 | 1시간 10분 |
| MBC TV    | 생방송 모닝 스페셜 | 2001년 5월 7일 ~ 2001년 5월 11일   | 평일 아침 7시 50분 ~ 9시            | 1시간 10분 |
| MBC TV    | 생방송 모닝 스페셜 | 2001년 5월 14일 ~ 2001년 5월 15일  | 월요일 ~ 화요일 아침 7시 50분 ~ 9시 | 1시간 10분 |
| MBC TV    | 생방송 모닝 스페셜 | 2001년 5월 17일 ~ 2001년 5월 18일  | 목요일 ~ 금요일 아침 7시 50분 ~ 9시 | 1시간 10분 |
| MBC TV    | 생방송 모닝 스페셜 | 2001년 5월 21일 ~ 2001년 8월 3일   | 매주 평일 아침 7시 50분 ~ 9시       | 1시간 10분 |
| MBC TV    | 생방송 모닝 스페셜 | 2001년 8월 6일 ~ 2001년 8월 9일    | 월요일 ~ 목요일 아침 7시 50분 ~ 9시 | 1시간 10분 |
| MBC TV    | 생방송 모닝 스페셜 | 2001년 8월 13일 ~ 2001년 8월 17일  | 월요일 ~ 금요일 아침 7시 50분 ~ 9시 | 1시간 10분 |

## 결방 사유 및 편성 변경
- 2001년 1월 23일: 설날특집 고향은 지금 <만남! 고향 한마당> 편성으로 인해 결방
- 2001년 1월 23일: 설날특집 MBC 다큐멘터리 <떡 - 밥 위에 떡> 편성으로 인해 결방
- 2001년 1월 24일: 설날특집 고향은 지금 <별난 가족 이색 대결 한마당> 편성으로 인해 결방
- 2001년 1월 24일: 설날특집 MBC 다큐멘터리 <과줄 - 감칠 맛 내림솜씨> 편성으로 인해 결방
- 2001년 4월 3일: MBC스포츠 메이저리그 2001 <LA:밀워키> 중계방송 편성으로 인해 8시 30분 방송 시작
- 2001년 4월 30일: 메이저리그 2001 박찬호 선발경기 <LA:필라델피아> 중계방송으로 인해 8시 20분 방송 시작
- 2001년 5월 16일: 오전 7시 50분부터 MBC스포츠 2001 메이저리그 박찬호 선발경기 <LA:몬트리올> 중계방송으로 인해 결방
- 2001년 8월 10일: 오전 7시 50분부터 2001 메이저리그 박찬호 선발경기 <LA:피츠버그> 중계방송으로 인해 결방